# Square Jouvenet
Le square Jouvenet est une voie du 16e arrondissement de Paris, en France.

## Situation et accès
Le square Jouvenet est une voie publique située dans le 16e arrondissement de Paris. Il débute au 14, rue Jouvenet et se termine en impasse.
Le quartier est desservi par la ligne de métro 9 à la station Exelmans et par la ligne 10 à la station Chardon-Lagache.

## Origine du nom

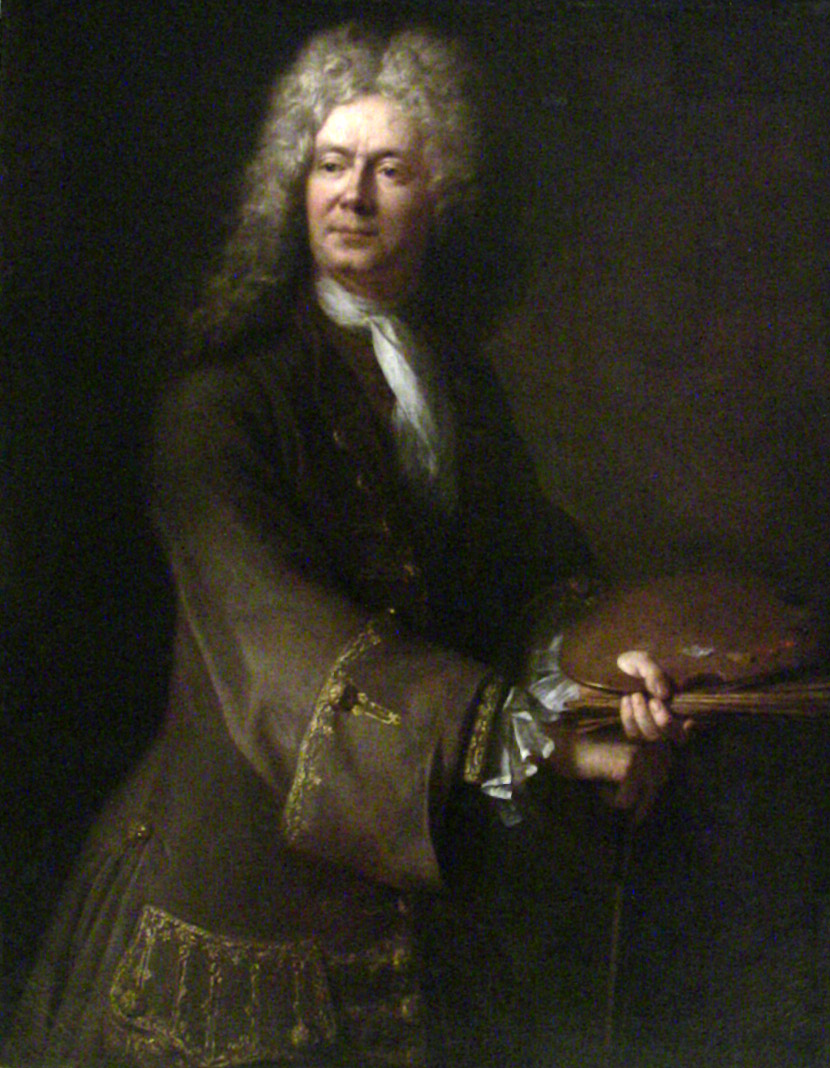
Jean-Baptiste Jouvenet, Autoportrait (vers 1691).

Il est nommé en l'honneur du peintre décorateur et dessinateur français Jean Jouvenet (1644-1717), en raison du voisinage de la rue éponyme.

## Historique

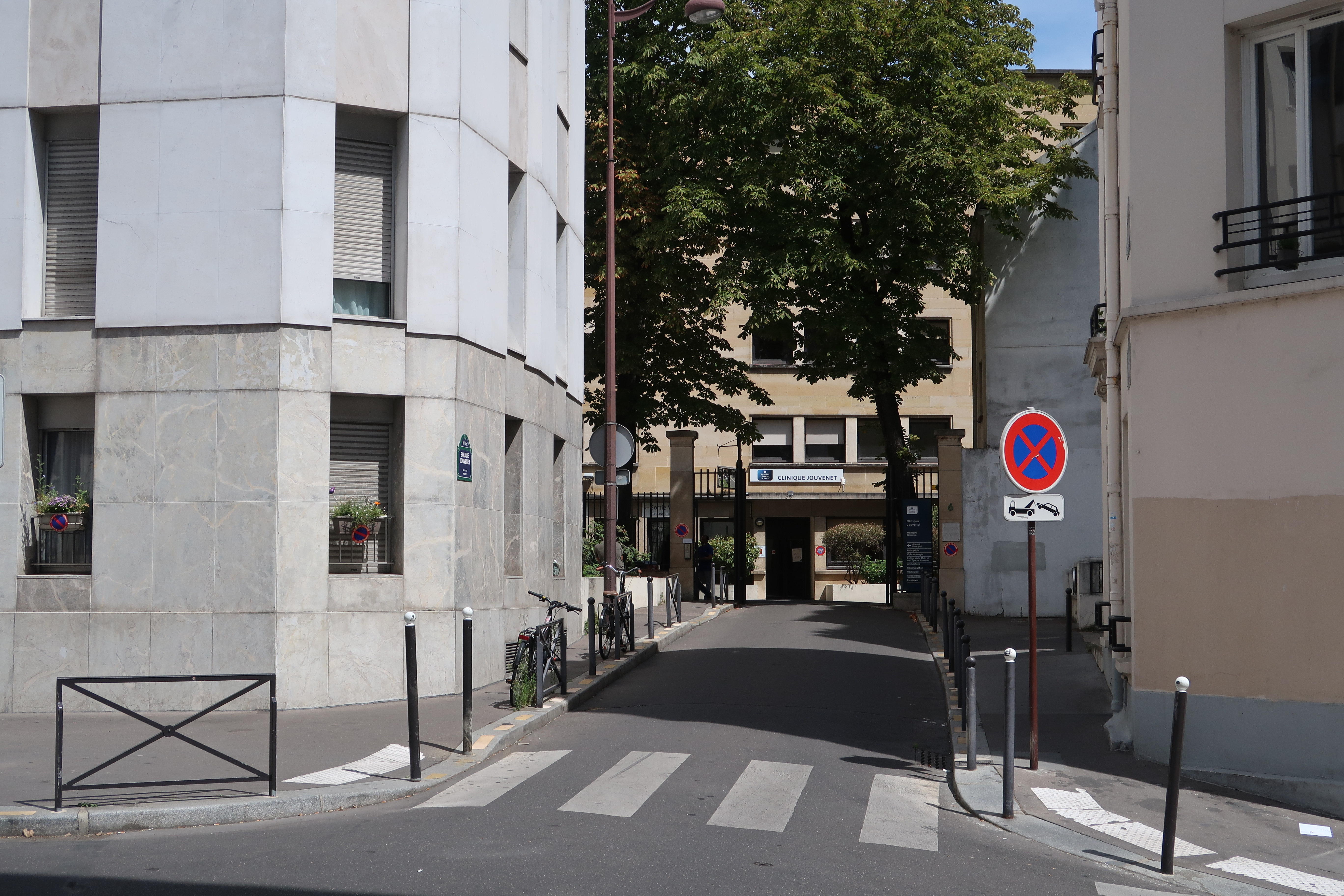
Le square Jouvenet avec, au fond, la clinique.

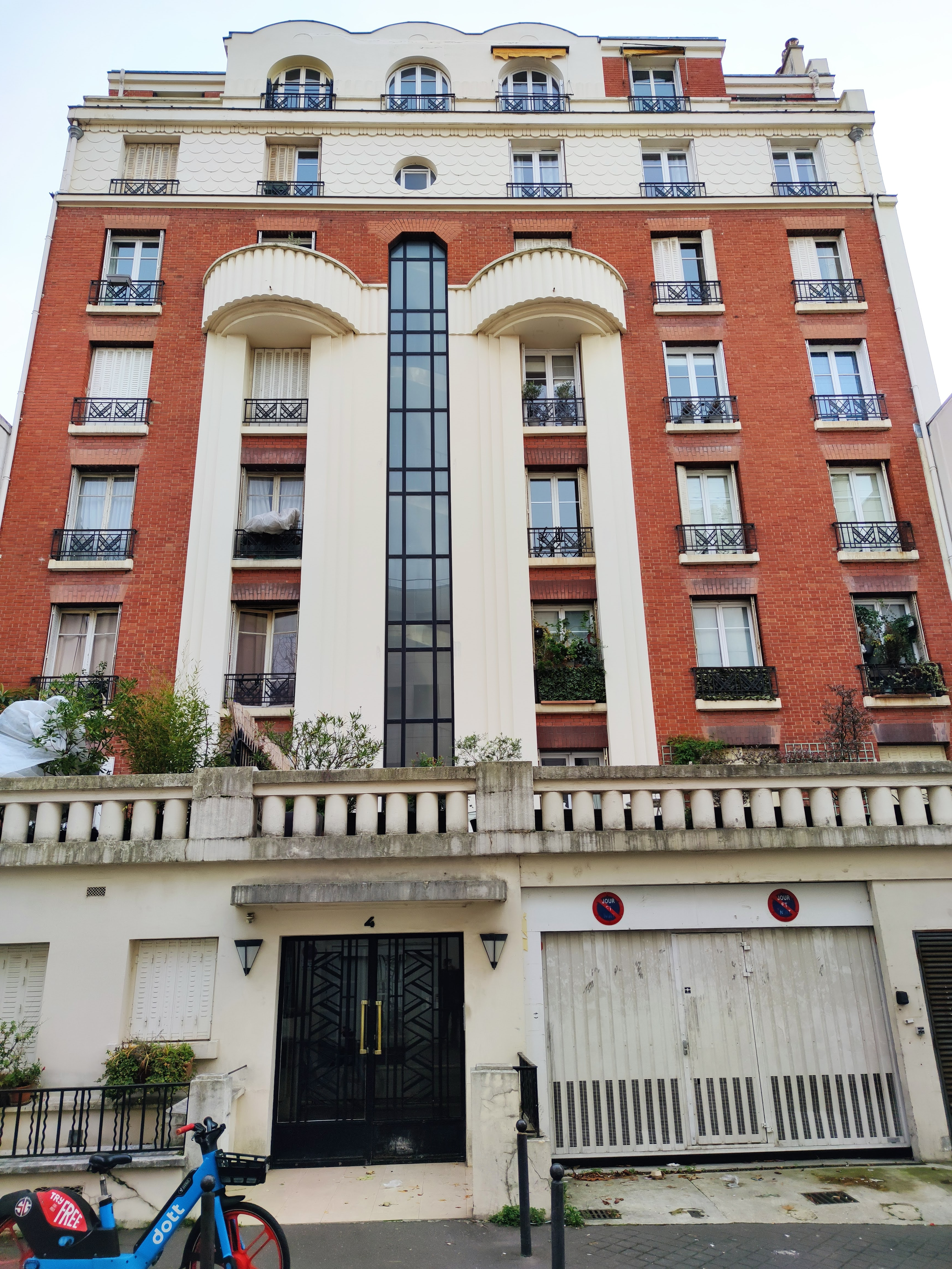
No 4.

Cette voie de l'ancienne commune d'Auteuil  est indiquée sur le cadastre de 1823 sous le nom d'« impasse de la Réunion », la rue Jouvenet s'appelant à l'époque « rue de la Réunion ». 
Classée dans la voirie parisienne par un décret du 23 mai 1863, elle prend la dénomination d'« impasse Jouvenet » par un décret du 24 août 1864 puis sa dénomination actuelle par un arrêté du 15 mars 1957.
Au fond de l'impasse se trouve un établissement médical privé, la clinique Jouvenet.